# Antarchaea usta
Antarchaea usta là một loài bướm đêm trong họ Noctuidae.